# 图潘迪
图潘迪是巴西南大河州的一个市镇。总面积59.541平方公里，总人口3604人，人口密度60.5人/平方公里。